# Flösselaal
Der Flösselaal (Erpetoichthys calabaricus) ist die einzige Art der Gattung Erpetoichthys aus der Familie der Flösselhechte. Viele Jahrzehnte kannte man ihn nur unter dem Gattungsnamen Calamoichthys. Im Unterschied zu den Arten der Gattung der Eigentlichen Flösselhechte hat der Flösselaal lediglich 10–12 Flössel und keine Bauchflossen.

## Beschreibung
Er ist im westlichen Afrika beheimatet; das Verbreitungsgebiet reicht von Benin nach Kamerun, wobei er besonders im Nigerdelta häufig anzutreffen ist. Die dämmerungs- und nachtaktiven Tiere erreichen bei langgezogenem Körperbau – die Länge der Tiere übertrifft ihre Höhe um das 24-fache – eine maximale Länge von etwa 90 cm. Bei Messungen am Fluss Ouémé in Benin wurden Längen von 24,5 bis 35,3 cm nachgewiesen.
Das Männchen besitzt zwölf bis vierzehn Strahlen an der dunkeloliven Afterflosse, die außerdem zur Laichzeit verdickt ist. Die Afterflosse des Weibchens ist hellocker und besitzt nur neun Strahlen.
Flösselaale leben meist in Süßwasserseen oder -flüssen, gehen aber auch ins Brackwasser. Sie ernähren sich räuberisch von kleineren Tieren, vor allem Insekten und Würmern. Das Auffinden der Nahrung erfolgt mit dem Geruchssinn, da Flösselaale sehr schlecht sehen.
Die Kiemen der Flösselaale reichen, wie auch bei den anderen Flösselhechten, nicht aus, um die Versorgung der Tiere mit Sauerstoff sicherzustellen. Die Flösselaale sind daher ergänzend auf Atemluft angewiesen, wobei die Schwimmblase der Tiere als Lunge eingesetzt wird. Deshalb können sie das Wasser auch für einige Stunden verlassen. Die Fortbewegung ist langsam gleitend mittels der kleinen Brustflossen, "seitenwindend" (wie manche Schlangen) oder, seltener, anguilliform.

## Aquarienhaltung
Die Haltung von Flösselaalen in Aquarien ist durchaus möglich; die Tiere sind gelegentlich auch im Fachhandel zu erwerben.
Das Becken sollte mindestens einen Meter Länge besitzen. Die Temperatur des Wassers sollte zwischen 24 und 28 °C betragen, dabei leicht sauer (pH 6,5–6,9) und mittelhart (um 10 °dH) sein. Weicher Bodengrund aus feinem Sand sollte vorhanden sein, ebenso eine dichte Bepflanzung und Versteckmöglichkeiten.
Flösselaale sind nur bedingt für Gesellschaftsbecken geeignet, kleine Fische können gefressen werden.
Manche Tiere fressen ausschließlich Lebendfutter und Fleisch (Fische, Muscheln, Krebse, Insektenlarven, Herz, Rind- und Pferdefleisch). Oft nehmen die Tiere hochwertiges auf den Boden sinkendes Granulatfutter an.
Das Becken sollte an offenen Stellen (Zu- und Abläufe) z. B. mit grober Filterwatte gesichert werden, um das Entweichen der neugierigen Tiere zu verhindern.
Die Art ist schwer zu züchten, aber unter bestimmten Bedingungen gelingt es.